# 江口洋介
江口 洋介（えぐち ようすけ、1968年〈昭和43年〉1月1日 - ）は、日本の俳優、歌手。東京都豊島区出身。パパドゥ所属。妻は歌手の森高千里。

## 来歴

### デビュー
1987年に東映映画『湘南爆走族』で主人公・江口洋助役に抜擢される。また、江口は本名であり、映画の原作は既にヒットしていた漫画であることから本作の役名との類似性は偶然である。
実質的なデビュー作品は1986年春の連続ドラマ『早春物語』であり、雑誌等での公式プロフィールでは『湘南爆走族』がデビュー作品扱いであるが、他にも数本『湘南爆走族』以前の出演映像作品がある。
1988年には刑事ドラマ『ジャングル』をリニューアルした『NEWジャングル』の実質主役に抜擢される。

### 1990年代
1991年代、『東京ラブストーリー』で準主役級の三上健一役を演じて、人気、知名度とともに一気に上がった。その後は、1991年の『101回目のプロポーズ』、1992年の『愛という名のもとに』の準主役をへて、1993年の『ひとつ屋根の下』で初めて連続ドラマの主役に選ばれる。
江口が出演したドラマはいずれも大ヒットし、記録的な視聴率を叩き出した。特に『ひとつ屋根の下』の第1作は、最高視聴率37.8%を記録し、現在でもフジテレビドラマの歴代最高の視聴率である。
シンガーソングライター、ミュージシャンでもあり、「愛は愛で」「恋をした夜は」などヒット曲があるが、1999年以降は「役者と音楽を続けてきたけれど、まだまだ不器用な自分の場合は１つの分野を選んで集中しないと参加する作品に対して意図せず中途半端な向き合い方になってしまう場面があることに気がついた」という理由から、シンガーソングライターとしての本格的な活動は一時的に休んでいた。

### 2000年代
異色の社会派映画「闇の子供たち（2008年公開）」では、自己否定に苛まれて事件を追う新聞記者という役柄を演じた。
2005年にフジテレビ系列で放送された新潟県中越地震後の被災地を取り上げたドキュメンタリー番組でナビゲーターとして現地を取材した（なお、この番組で取り上げたエピソードの1つがきっかけで映画「おにいちゃんのハナビ」が制作された）。

### 2010年代
2010年1月から2019年12月まで、『日経スペシャル ガイアの夜明け』で2代目案内人を担当した（初代は役所広司、後任は松下奈緒）。
2012年3月から2014年3月まで、『世界びっくり旅行社』で児玉清の後継者として、2代目司会を担当した。
2016年からはミュージシャンの友人が企画したイベントライブのゲスト出演や単独ライブの開催など、一時的に休止していた音楽活動をマイペースに再開している。

### 2020年代
2023年5月11日、Instagramを開設。同年11月21日には自身のYouTubeチャンネルも開設した。

## 人物
私生活
1999年6月3日に、歌手の森高千里と結婚。2000年2月に長女、2002年5月に長男が誕生、一男一女の父親。
音楽
ネオアコやハードロック、フォークを昔から好んで聴くことが多く、自身の音楽活動やギターの演奏にもそういった自身の好きな音楽的ルーツが強く反映されている。
交友関係
付き合いの長い友人は役者の唐沢寿明や佐藤浩市、脚本家の坂元裕二、ミュージシャンの稲葉浩志など。
森高との出会い
正式に知り合う以前からテレビ番組でお互いにすれ違うことはあったが、1995年の阪神淡路大震災支援イベントに出演するための音楽活動がきっかけで会話をするようになった。
サーフィン
スポーツや身体を動かすこと全般が好きであり、中でもサーフィンは長く続いている趣味の１つ。また、自身の息子もサーフィンやスケートボードを得意としているため、息子が中高生くらいの頃には2人で出かけることが度々あったという。
バスフィッシング
バスフィッシングが好きで、シマノの釣り具のCMに出演したことがある。またそのCMシリーズの中では、ジャイアント馬場や田中星児と共演したものもあった。ハウスジャワカレーのCMで、釣竿購入をたくらみ、共演している妻の森高千里にたしなめられる場面を演じてもいる。また、『ダウンタウンのガキの使いやあらへんで!!』において行われるコーナー「芸能人釣り選手権」に毎回出演する常連であり、出演した第2回から第10回の間に優勝経験がないため、出演時にはそのことについてガキ使メンバーにイジられるのが恒例行事になっている。
料理
料理を作ることが好きなため、家族の食事や子供の弁当以外にも自宅に遊びに来た友人に食べてもらうことを目的に献立を考えることがある。
怪我
1998年2月上旬にスノーボードで足を骨折して入院したため、同年4月から放送開始予定であった『ドンウォリー!』を降板。代役は近藤真彦となった。
2009年6月10日午後7時30分ごろ、東京都渋谷区富ケ谷のガソリンスタンドで自身が所有するKawasaki製のバイク「Z1-R」（1970年代後期製造。排気量1000ccの大型バイク）への給油を終えて道路へ出る際、右方向から来た自転車を避けるため急停止し転倒、肋骨や鎖骨の複雑骨折で全治2ヶ月の重傷を負った。
舞台への初出演
三谷幸喜から出演打診をうけ、『12人の優しい日本人』に出演。舞台への出演は今作が初めてだった江口から「稽古には浴衣を着るのですか」「楽屋には暖簾（のれん）をかけるのですか」など様々な質問をされたと三谷は自身の新聞連載に江口とのエピソードとして載せている。

## 受賞歴
- 1992年 第1回TV-LIFE年間ドラマ大賞 助演男優賞（『東京ラブストーリー』）[18]
- 1999年 第20回ザテレビジョンドラマアカデミー賞 主演男優賞（『救命病棟24時』第1シリーズ）[19]
- 2001年 第30回ザテレビジョンドラマアカデミー賞 主演男優賞（『救命病棟24時』第2シリーズ）[20]
- 2005年 第44回ザテレビジョンドラマアカデミー賞 主演男優賞（『救命病棟24時』第3シリーズ）[21]
- 2021年 第25回日刊スポーツ・ドラマグランプリ・春ドラマ 助演男優賞（『ネメシス』）[22]

## 出演

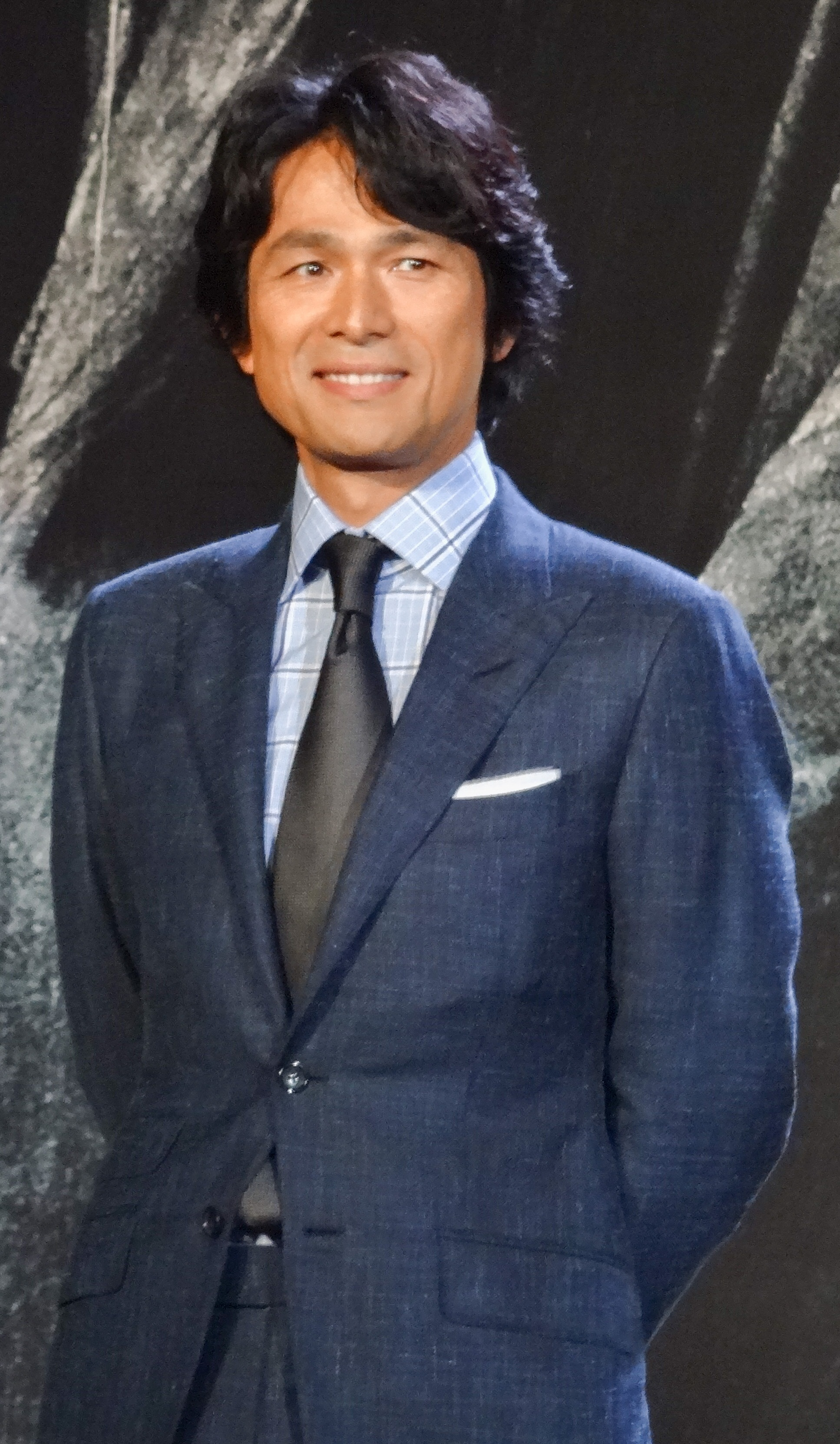
2014年6月5日、映画「るろうに剣心 京都大火編 / 伝説の最期編」の完成披露イベント（東京都港区・六本木ヒルズアリーナ）にて

太字は主演

### テレビドラマ
- 早春物語（1986年5月23日 - 7月18日、TBS） - 清水隆
- 秋のシナリオ（1987年11月6日、日本テレビ「セゾン・スペシャル」）
- 翼をください（1988年1月3日、NHK総合「正月ドラマスペシャル」） - 丸山栄作
- NEWジャングル（1988年1月8日 - 9月2日、日本テレビ） - 成田浩平
- 大河ドラマ（NHK総合）
  - 春日局（1989年1月1日 - 12月17日） - 徳川家光
  - 新選組!（2004年1月11日 - 12月12日） - 坂本龍馬
  - 軍師官兵衛（2014年1月 - 12月21日） - 織田信長
- ザ・校則（1989年、テレビ朝日「シリーズ街」）
- Y殺人事件（TBS） - 松下公人 
  - Y殺人事件 -湯けむりスキーと女子大生!?-（1990年3月29日）
  - Hは謎のイニシャル -H殺人事件-（1991年3月29日）
- ザ・刑事 第1話 - 第10話（1990年4月15日 - 6月17日、テレビ朝日） - 坂上圭介
- 都会の森（1990年7月6日 - 9月14日、TBS） - 伊波徹平
- 東京ラブストーリー（1991年1月7日 - 3月18日、フジテレビ） - 三上健一
- 不連続爆破事件（1991年5月13日、TBS、月曜ドラマスペシャル」） - 田倉警部補
- 101回目のプロポーズ（1991年7月1日 - 9月16日、フジテレビ） - 星野純平
- 土曜ドラマ（NHK総合)
  - 新十津川物語 明治篇（1991年10月5日・12日） - 津田照吉
- 愛という名のもとに（1992年1月9日 - 3月26日、フジテレビ） - 神野時男
- 君がいた聖夜（1992年12月24日、フジテレビ「JTクリスマス・スペシャル」） - 主演
- ひとつ屋根の下（フジテレビ） - 柏木達也
  - ひとつ屋根の下（1993年4月12日 - 6月28日）
  - ひとつ屋根の下2（1997年4月14日 - 6月30日）
- 僕らに愛を!（1995年4月17日 - 6月26日、フジテレビ） - 井手春海
- 結婚しようよ（1996年4月11日 - 6月27日、TBS） - 殿山圭太郎
- 世にも奇妙な物語（フジテレビ）
  - '98秋の特別編「ホーム、スィートホーム」（1998年9月25日） -  志村孝行
  - '03秋の特別編 「鍵」（2003年9月18日） - 清水譲治
  - 20周年スペシャル・秋〜人気作家競演編「厭な扉」（2010年10月4日） - 引田慶治
  - '23秋の特別編「永遠のふたり」（2023年11月11日） - 二宮康孝[23]
- 救命病棟24時シリーズ（フジテレビ） - 進藤一生
  - 救命病棟24時 第1シリーズ（1999年1月5日 - 3月23日）
  - 救命病棟24時 第2シリーズ（2001年7月3日 - 9月18日）
  - 救命病棟24時スペシャル2002（2002年1月1日）
  - 救命病棟24時スペシャル2005（2005年1月4日）
  - 救命病棟24時 第3シリーズ（2005年1月11日 - 3月22日）
  - 救命病棟24時 第4シリーズ（2009年8月11日 - 9月22日）
  - 救命病棟24時〜2010スペシャル〜（2010年1月3日）
- 古畑任三郎3rd season「最も危険なゲーム」（1999年6月15・22日、フジテレビ） - 日下光司
- モナリザの微笑（2000年1月12日 - 3月22日、フジテレビ） - 立花雅之
- アナザヘヴン 〜eclipse〜（2000年4月20日 - 6月29日、テレビ朝日） - 早瀬マナブ（特別出演）
- 愛をください（2000年7月5日 - 9月20日、フジテレビ） - 長沢基次郎
- 涙をふいて（2000年10月11日 - 12月20日、フジテレビ） - 大西勝男
- ランチの女王（2002年7月1日 - 9月16日、フジテレビ） - 鍋島勇二郎
- 赤ひげ（2002年12月28日、フジテレビ、ゴールデンシアター特別企画） - 新出去定（赤ひげ）
- 東京ラブ・シネマ（2003年4月14日 - 6月30日、フジテレビ） - 高杉真先
- 白い巨塔（2003年10月9日 -  3月18日、フジテレビ） - 里見脩二
- 逃亡者 RUNAWAY（2004年7月18日 - 9月26日、TBS、日曜劇場） - 永井徹生
- アンフェア the special コード・ブレーキング〜暗号解読（2006年10月3日、関西テレビ） - 斉木陣
- ウォーカーズ〜迷子の大人たち（2006年11月11日 - 12月2日、NHK総合） - 山下徳久
- パパの涙で子は育つ（2007年6月15日、フジテレビ、父の日スペシャル） - 上山良平
- トライアングル（2009年1月6日 - 3月17日、関西テレビ） - 郷田亮二
- 警官の血（2009年2月7・8日、テレビ朝日） - 安城清二
- 木枯し紋次郎（2009年5月1日、フジテレビ、金曜プレステージ） - 木枯し紋次郎
- チェイス〜国税査察官〜（2010年4月17日 - 5月22日、NHK総合） - 春馬草輔
- ドラマW（WOWOW）
  - なぜ君は絶望と闘えたのか（2010年9月25日・26日、ドラマWスペシャル） - 北川慎一
  - パンドラIII 革命前夜（2011年10月2日 - 11月20日、連続ドラマW） - 鈴木精二
  - 私という運命について（2014年3月23日 - 4月20日、連続ドラマW） - 佐藤康
  - しんがり 山一證券 最後の聖戦（2015年9月20日 - 10月25日、連続ドラマW） - 梶井達彦[24]
  - 石つぶて〜外務省機密費を暴いた捜査二課の男たち〜（2017年11月5日 - 12月24日、連続ドラマW） - 斎見晃明
  - コールドケース3 ～真実の扉～（2020年12月5日・12日、連続ドラマW） - 日向秀樹[25]
  - 誰かがこの町で（2024年12月8日 - 29日、連続ドラマW） - 真崎雄一 [26]
- 2夜連続 松本清張スペシャル 球形の荒野（2010年11月26日・27日、フジテレビ） - 鈴木次郎警部補
- スクール!!（2011年1月16日 - 3月20日、フジテレビ、ドラマチック・サンデー） - 成瀬誠一郎
- 息もできない夏（2012年7月10日  - 9月18日 、フジテレビ） - 樹山龍一郎
- 再会（2012年12月8日、フジテレビ、スペシャルドラマ） - 飛奈淳一
- dinner（2013年1月13日 - 3月24日、フジテレビ、ドラマチック・サンデー） - 江崎究
- 黒澤明ドラマスペシャル 野良犬（2013年1月19日、テレビ朝日） - 村上翔一
- ルーズヴェルト・ゲーム（2014年4月27日 - 6月22日、TBS） - 笹井小太郎
- オトナ女子（2015年10月15日  - 12月17日、フジテレビ） - 高山文夫[27]
- はじめまして、愛しています。（2016年7月14日 - 9月15日、テレビ朝日） - 梅田信次[28]
- 黒革の手帖（2017年7月20日 - 9月14日、テレビ朝日） - 安島富夫
- 小さな橋で（2017年9月18日BSスカパー! 、同年11月3日時代劇専門チャンネル） - 民蔵
- BG〜身辺警護人〜（2018年1月18日 - 3月15日、テレビ朝日） - 落合義明[29]
- ヘッドハンター（2018年4月16日 - 6月4日、テレビ東京） - 黒澤和樹 [30]
- コンフィデンスマンJP 第1話（2018年4月9日、フジテレビ） - 赤星栄介 [31]
- ストロベリーナイト・サーガ（2019年4月11日 - 6月20日、フジテレビ） - 勝又健作
- 永遠のニㇱパ 〜北海道と名付けた男 松浦武四郎〜（2019年6月7日、NHK-北海道-/同年7月15日、NHK総合） - 大久保利通
- 天使にリクエストを〜人生最後の願い〜（2020年9月19日 - 10月17日、NHK総合・BS4K） - 島田修悟
- 七人の秘書（2020年10月22日 - 12月10日、テレビ朝日） - 萬敬太郎 [32]
  - 七人の秘書スペシャル（2022年10月2日）
- ネメシス（2021年4月11日 - 6月13日、日本テレビ） - 栗田一秋 [33]
- 24時間テレビ ドラマスペシャル『虹色のチョーク 知的障がい者と歩んだ町工場のキセキ』（2023年8月26日、日本テレビ） - 大森彰男 [34]
- ONE DAY〜聖夜のから騒ぎ〜（2023年10月9日 - 12月18日、フジテレビ） - 蜜谷満作[35][36]
- マルス-ゼロの革命-（2024年1月23日 - 3月19日、テレビ朝日） - 國見亜門[37]
- からかい上手の高木さん（2024年4月2日 - 5月21日、TBS） - 田辺先生[38][39]
- 誘拐の日（2025年7月8日 - 、テレビ朝日） - 須之内司[40]
- シミュレーション 〜昭和16年夏の敗戦〜（2025年8月16日・17日、NHK総合） - 西村良穂 役[41]

### 配信ドラマ
- 沈黙の艦隊 シーズン1 〜東京湾大海戦〜（2024年2月9日 - 、Amazon Prime Video） - 海原渉[42]
- 忍びの家 House of Ninjas（2024年2月15日 - 、Netflix） - 俵壮一[43][44]

### 映画
- おニャン子ザ・ムービー 危機イッパツ!（1986年8月23日公開、東宝） - マラソン・ボーイ
- 湘南爆走族（1987年4月25日公開、東映） - 江口洋助  ※初主演作品
- 恋人たちの時刻（1987年3月14日公開、東宝） - 小樽商大の学生
- 神様のピンチヒッター（1991年5月23日公開、にっかつ）
- 真夏の少年（1991年8月24日公開） - ケンジ
- パ★テ★オ（1992年11月14日公開、松竹） - ホテルのフロント係
- 七人のおたく（1992年12月19日公開、東映） - “Macおたく”田川孝
- ヒーローインタビュー（1994年9月3日公開、東宝） - 水島
- ユーリ（1996年7月6日公開、Me&Herコーポレーション） - ガソリンスタンド店員
- ACRI（1996年8月24日公開、東宝） - 羽岡宏平
- スワロウテイル（1996年9月14日公開） - リョウ・リャンキ
- 四月物語（1998年3月14日公開、ロックウェルアイズ） - 江口洋介山
- 流★星（1999年2月27日公開、リトルモア） - 川崎
- アナザヘヴン（2000年4月29日公開、松竹） - 早瀬マナブ
- 竜馬の妻とその夫と愛人（2002年9月14日公開、東宝） - 虎蔵
- 凶気の桜（2002年10月19日公開、東映） - “消し屋”三郎
- 戦国自衛隊1549（2005年6月11日公開、東宝） - 鹿島勇祐
- ギミー・ヘブン（2005年1月14日公開、アートポート） - 葉山新介
- シルク（原題：詭絲）（2006年、台湾映画） - 橋本博士
- となり町戦争（2007年2月3日公開、角川映画） - 北原修路
- アンフェア the movie（2007年3月17日公開、東宝） - 斉木陣
- 憑神（2007年6月23日公開、東映） - 勝海舟
- 少林少女（2008年4月26日公開、東宝） - 岩井拳児
- 闇の子供たち（2008年8月2日公開、ゴー・シネマ） - 南部浩行
- GOEMON（2009年5月1日公開、松竹＝ワーナーブラザース映画） - 石川五右衛門
- パーマネント野ばら（2010年5月22日公開、ショウゲート） - カシマ
- 洋菓子店コアンドル（2011年2月11日公開、アスミック・エース） - 十村遼太郎
- はやぶさ 遥かなる帰還（2012年2月11日公開、東映） - 藤中仁志
- るろうに剣心（2012年8月25日公開、ワーナー・ブラザース映画） - 斎藤一
  - るろうに剣心 京都大火編（2014年8月1日公開、ワーナー・ブラザース映画） - 斎藤一
  - るろうに剣心 伝説の最期編（2014年9月13日公開、ワーナー・ブラザース映画） - 斎藤一
  - るろうに剣心 最終章 The Final（2021年4月23日公開、ワーナー・ブラザース映画） - 斎藤一
  - るろうに剣心 最終章 The Beginning（2021年6月4日公開、ワーナー・ブラザース映画） - 斎藤一
- 脳男（2013年2月9日公開、東宝） - 茶屋刑事
- 天空の蜂（2015年9月12日公開、松竹） - 湯原一彰[45]
- 人生の約束（2016年1月9日公開、東宝） - 渡辺鉄也[46]
- 孤狼の血（2018年5月12日公開、東映） - 一ノ瀬守孝 
  - 孤狼の血 LEVEL2（2021年8月20日公開、東映） - 一ノ瀬守孝
- BLEACH 死神代行篇（2018年7月20日公開、ワーナー・ブラザース映画） - 黒崎一心[47]
- コンフィデンスマンJP -ロマンス編-（2019年5月17日公開、東宝） - 赤星栄介 
  - コンフィデンスマンJP -プリンセス編-（2020年7月23日公開、東宝） - 赤星栄介
  - コンフィデンスマンJP -英雄編-（2022年1月14日公開、東宝） - 赤星栄介
- 一度も撃ってません（2020年7月10日公開、キノフィルムズ） - 守山秀平
- アキラとあきら（2022年8月26日公開、東宝） - 不動公二[48]
- 七人の秘書 THE MOVIE（2022年10月7日、東宝） - 萬敬太郎[49]
- 線は、僕を描く（2022年10月21日公開、東宝） - 西濱[50]
- 映画ネメシス 黄金螺旋の謎（2023年3月31日公開、ワーナー・ブラザース映画） - 栗田一秋[51]
- 沈黙の艦隊（2023年9月29日公開、東宝） - 海原渉[52]
  - 沈黙の艦隊 北極海大海戦（2025年9月26日公開予定、東宝）[53]
- キリエのうた（2023年10月13日公開、東映） - 潮見加寿彦[54]
- ゴールド・ボーイ（2024年3月8日公開、東京テアトル / チームジョイ） - 東巌[55]
- からかい上手の高木さん（2024年5月31日公開、東宝） - 田辺[56]
- 大きな玉ねぎの下で（2025年2月7日公開、東映） - ラジオナビゲーター[57]
- 劇場版TOKYO MER〜走る緊急救命室〜南海ミッション（2025年8月1日公開） - 牧志秀実[58]

### 劇場アニメ
- ひるね姫 〜知らないワタシの物語〜（2017年3月18日公開、ワーナー・ブラザース映画） - 森川モモタロー / ピーチ[59]

### 吹き替え
- ライオン・キング（2019年8月9日公開） - スカー

### 舞台
- 12人の優しい日本人（2005年11月 - 12月、パルコ劇場 / 2006年1月、シアタードラマシティ）
- どん底（2008年4月、シアターコクーン）
- SHINKANSEN☆RX『五右衛門ロック』（2008年7月、新宿コマ劇場 / 2008年8月、大阪厚生年金会館）
- シダの群れ（2010年9月、シアターコクーン / 2010年10月、シアターBRAVA!）

### ラジオ
- 江口洋介のスーパーギャング（TBSラジオ、1991年10月 - 1992年3月、水曜1部）
- パックインミュージック21（TBSラジオ）
- 江口洋介 READY・TO・GO
- デンソーミュージックウェーブ 江口洋介の明日はどっちだ
- THE MUSIC OF NOTE 江口洋介 RIDE ON!

### その他のテレビ番組
- 邦ちゃんのやまだかつてないテレビ（フジテレビ）
- 日経スペシャル ガイアの夜明け（テレビ東京、2010年1月 - 2019年12月） - 2代目案内人[60]
- 世界びっくり旅行社（NHK総合、2012年4月 - ※単発） - 「江口トラベル」社長兼オーナー[注 1]
- テレビ東京開局50周年記念番組 地球ドック 〜宇宙から今の地球を健康診断〜（テレビ東京、2014年4月） - MC
- BBC EARTH 2013 アフリカ 遥かなる大地（WOWOWプライム、2013年8月24日 - ） -  ナレーション
- アイアンロード ～知られざる古代文明の道～ （NHK総合、2020年1月13日） - ナビゲーター
- 海とニッポンその未来〜水中ドローンで見に行こう〜（テレビ東京、2022年5月7日） - ナビゲーター
- 御茶ノ水 GUITAR SPIRITS!（BS11） - MC
  - BS11開局15周年特別番組 御茶ノ水 GUITAR SPIRITS!（2022年12月28日）[61]
  - 御茶ノ水 GUITAR SPIRITS! 2023（2023年12月24日）[62]

### 雑誌連載
- OCEANS（2007年11月 - 2009年10月）

### CM
- アサヒ飲料「JO」（1990年）
- サントリー「スーパーリッキー」（1994年 - 1995年）
- 日産自動車「ルキノ」（1994年 - 1996年）
- シマノ（1995年 - 2000年）
- 東京商科学院専門学校（1996年） - 出演はなくBGM楽曲担当。
- DDIポケット「H」（2000年）
- 大正製薬
  - スマイルNEO（2002年 - 2005年）
  - パブロンエースA（2013年 - 2017年）
  - パブロンメディカル（2017年 - 2020年）
  - パブロンエースPro（2020年 - 2023年）
- アサヒビール「本生」（2003年 - 2006年）
- パイオニア「PURE vision」（2004年）
- ハウス食品「ジャワカレー」（2004年 - 2009年）※森高千里と共演
- 東京三菱銀行（現三菱UFJ銀行）「スーパーICカード」（2005年）
- 三菱自動車工業「アウトランダー」（2005年 - 2008年、2024年11月 - ）[63]
- 積水ハウス「Be ECORD IS ORDER」（2007年 - 2008年）
- 日本生命保険
  - みらいサポート（2008年）
  - みらいのかたち 認知症サポートプラス（2020年 - 2022年）
- キリンビール
  - ラガービール（2010年 - 2012年）
  - 本麒麟（2018年 - ）
- ACジャパン
  - 今、わたしたちにできること。（2011年）
  - ジャパンハート（2024年 - ）- ナレーション
- ディー・エヌ・エー「怪盗ロワイヤル」（2011年）
- 富士重工業「エクシーガ」（2011年 - 2012年）[64]
- キリンビバレッジ 「FIRE」（2012年 - 2014年）
- 三井不動産レジデンシャル「東京ワンダフルプロジェクト」（2012年 - 2013年）
- ジャパンゲートウェイ「スリーボム」（2013年）
- スカイマーク（2014年 - 2015年）
- レイコップ・ジャパン「レイコップRS2」（2015年 - 2016年）[65]
- DMM.com「DMM.make DISPLAY」（2016年）
- NTTドコモ「ギガホ・ギガライト」（2019年 - 2021年）

### 広告
- 第27回参議院議員通常選挙 選挙啓発イメージキャラクター（2025年） - 生見愛瑠と共演[66]

## ディスコグラフィ

### シングル
| 発売日                 | 面                     | タイトル                                                     | 作詞                   | 作曲                   | 編曲                   | オリコン最高位         | 規格                   | 規格品番               |
| フォーライフ・レコード | フォーライフ・レコード | フォーライフ・レコード                                       | フォーライフ・レコード | フォーライフ・レコード | フォーライフ・レコード | フォーライフ・レコード | フォーライフ・レコード | フォーライフ・レコード |
| ---------------------- | ---------------------- | ------------------------------------------------------------ | ---------------------- | ---------------------- | ---------------------- | ---------------------- | ---------------------- | ---------------------- |
| 1988年2月21日          | A                      | ガラスのバレイ                                               | 大津あきら             | 林哲司                 | 松下誠                 | 70位                   | EP                     | 7K-290                 |
| 1988年2月21日          | B                      | ロフト・アレイの青春                                         | 大津あきら             | 石田正人               | 松下誠                 | 70位                   | EP                     | 7K-290                 |
| 1988年11月2日          | A                      | Hard Rain                                                    | 大津あきら             | 田中ミツル             | 和泉一弥               |                        | EP                     | 7K-316                 |
| 1988年11月2日          | B                      | あつい夜                                                     | 江口洋介               | 南明朗                 | 南明朗                 | 8cmCD                  | 10KD-44                |                        |
| 1989年11月21日         | A                      | そんなのありかよ                                             | 山口のばら             | 江口洋介               | 西本明                 |                        | 8cmCD                  | FLDF-09008             |
| 1989年11月21日         | B                      | 高いへいの上で                                               | 江口洋介               | 小野寺伸定             | 小野寺伸定             |                        | 8cmCD                  | FLDF-09008             |
| ポリドール             |                        |                                                              |                        |                        |                        |                        |                        |                        |
| 1991年11月6日          | 1                      | 夢ゴゴチ                                                     | 江口洋介               | 江口洋介               | 西平彰                 | 29位                   | 8cmCD                  | PODH-1061              |
| 1991年11月6日          | 2                      | ALL RIGHT                                                    | 江口洋介               | 江口洋介               | 西平彰                 | 29位                   | 8cmCD                  | PODH-1061              |
| 1992年10月21日         | 1                      | 恋をした夜は                                                 | 江口洋介               | 江口洋介               | 星勝                   | 17位                   | 8cmCD                  | PODH-1093              |
| 1992年10月21日         | 2                      | 100万ドルの赤いバラ                                          | 江口洋介               | 江口洋介               | 星勝                   | 17位                   | 8cmCD                  | PODH-1093              |
| 1993年6月16日          | 1                      | 忘れないよあの君を!!                                         | 江口洋介               | 江口洋介               | 星勝                   | 19位                   | 8cmCD                  | PODH-1145              |
| 1993年6月16日          | 2                      | あぶない'93                                                  | 江口洋介               | 江口洋介               | 星勝                   | 19位                   | 8cmCD                  | PODH-1145              |
| フォーライフ・レコード |                        |                                                              |                        |                        |                        |                        |                        |                        |
| 1994年2月9日           | 1                      | 愛は愛で                                                     | 江口洋介               | 江口洋介               | 星勝                   | 8位                    | 8cmCD                  | FLDF-10271             |
| 1994年2月9日           | 2                      | 誰でもない君へ                                               | 江口洋介               | 江口洋介               | 星勝                   | 8位                    | 8cmCD                  | FLDF-10271             |
| 1995年3月17日          | 1                      | It's Fine Today                                              | 森雪之丞・江口洋介     | 江口洋介               | 西本明・長田進         | 44位                   | 8cmCD                  | FLDF-1544              |
| 1995年3月17日          | 2                      | 天気雨                                                       | 坂元裕二・江口洋介     | 江口洋介               | 西本明・長田進         | 44位                   | 8cmCD                  | FLDF-1544              |
| 1995年6月7日           | 1                      | 逃げられた天使（Angel）                                      | 秋元康                 | 江口洋介               | 長田進・湯川トーベン   | 94位                   | 8cmCD                  | FLDF-1561              |
| 1995年6月7日           | 2                      | ディア・マチルダ～君の行方を見守っている～                   | 江口洋介               | 江口洋介               | 星勝                   | 94位                   | 8cmCD                  | FLDF-1561              |
| 1996年5月2日           | 1                      | TRAVELING BOY -解き放たれた矢のように                        | 松本隆                 | 江口洋介・佐橋佳幸     | 佐橋佳幸               | 53位                   | 8cmCD                  | FLDF-1599              |
| 1996年5月2日           | 2                      | TRAVELING BOY -解き放たれた矢のように (MESCOLARE DEL GIORNO) | 松本隆                 | 江口洋介・佐橋佳幸     | 佐橋佳幸               | 53位                   | 8cmCD                  | FLDF-1599              |
| ポリスター             |                        |                                                              |                        |                        |                        |                        |                        |                        |
| 1998年9月30日          | 1                      | フェアリィ・テイル                                           | 江口洋介               | 沖野俊太郎             | 森俊之                 | 53位                   | 8cmCD                  | PSDR-5311              |
| 1998年9月30日          | 2                      | Catch The Rainbow                                            | Gakuji Matsuda         | Hiromasa Horie         | Neil & Iraiza          | 53位                   | 8cmCD                  | PSDR-5311              |

### 配信限定シングル
| 発売日         | タイトル                                                      | レーベル        |
| -------------- | ------------------------------------------------------------- | --------------- |
| 2023年4月26日  | 二人歩いた夏 (プライヴェート・アコースティック・ヴァージョン) | USM JAPAN       |
| 2023年11月15日 | Blueな夜                                                      | UNIVERSAL SIGMA |
| 2024年6月5日   | 風の街                                                        | UNIVERSAL SIGMA |

### アルバム
1. READY TO GO NINETEEN-TWENTY（1988年5月21日・1992年9月18日再発売）
2. Something Wild（1989年2月8日・1992年9月18日再発売）
3. DO DA（1990年2月7日・1992年9月18日再発売）
4. GOOD TIMES（1992年2月26日）
5. YOSUKE EGUCHI DISC HISTORY 1988〜1990（1992年3月21日）
6. LOVE SONGS（1992年11月11日）
7. EASY GOING（1994年5月20日）
8. THE BETTER 1991-1993（1995年4月1日）
9. It's Fine Today（1995年6月7日）
10. On the Road（1996年11月7日）
11. WORLD WITHOUT LOVE〜愛のない世界（1998年9月30日）
12. Free Life-The Best Of YOSUKE EGUCHI 1994〜1998（1998年10月1日）

### タイアップ
| タイトル                              | タイアップ                                              |
| ------------------------------------- | ------------------------------------------------------- |
| アーア湘南                            | OVA『湘南爆走族6 GT380ヒストリー』オープニング主題歌    |
| ガラスのバレイ                        | 日本テレビ『NEWジャングル』挿入歌                       |
| ALL RIGHT                             | アサヒ缶コーヒー「J.O.」CMソング                        |
| 恋をした夜は                          | アサヒ缶コーヒー「J.O.」CMソング                        |
| 恋をした夜は                          | 東映配給映画『七人のおたく』イメージ・ソング            |
| 忘れないよあの君を!!                  | アサヒ缶コーヒー「J.O.」CMソング                        |
| 愛は愛で                              | フジテレビ『陽のあたる場所』主題歌                      |
| It's Fine Today                       | 日産ルキノCMソング                                      |
| 逃げられた天使（Angel）               | 東京商科学院・法科学院専門学校CMソング                  |
| TRAVELING BOY -解き放たれた矢のように | TBSテレビ『結婚しようよ』主題歌                         |
| フェアリィ・テイル                    | フジテレビ『奇跡体験!アンビリバボー』エンディングテーマ |